# Bundesstraße 258
Pour les articles homonymes, voir Route 258.
La Bundesstraße 258 est une Bundesstraße des Länder de Rhénanie-du-Nord-Westphalie et de Rhénanie-Palatinat ainsi qu'une route de la Belgique.

## Géographie
La route passe devant le Nürburgring, traverse la frontière entre la Rhénanie-Palatinat et la Rhénanie du Nord-Westphalie.
Jusqu'à il y a quelques années, le B 258 commençait à Coblence et conduisait par Ochtendung à Mayen, puis sur la route décrite ci-dessus. La partie entre Coblence et Mayen fut classée en raison de sa proximité avec la Bundesautobahn 48.
La B 258 circule entre Montjoie et Roetgen sur environ 3 kilomètres sur le territoire belge. Il n'y a pas de connexion au réseau routier belge depuis cette route. La section se trouve sur le territoire de Raeren.
À Roetgen, la B 258 traverse trois fois la piste cyclable de Vennbahn sur les anciennes voies de la Vennbahn, ligne de chemin de fer fermée en 1989 et faisant partie du Réseau RAVeL en Belgique. Ceci est partiellement indiqué par des panneaux et peut être reconnu par les bornes. En conséquence, on peut traverser une frontière six fois la frontière de quelques centaines de mètres. Dans le passé, cela posait des problèmes de responsabilité en cas d'accident sur le territoire belge. Dans ce cas, les forces belges devaient partir d'Eupen, à 14 km. Cela fut réglé par un accord d'assistance administrative entre la Belgique et l'Allemagne. Cependant, la compétence du procureur belge et du tribunal d'Eupen demeure. Ainsi les législations du code de la route allemand ne s'appliquent pas sur le territoire belge.

## Source
- (de) Cet article est partiellement ou en totalité issu de l’article de Wikipédia en allemand intitulé « Bundesstraße 258 » (voir la liste des auteurs).

1. ↑  « Accident de la route : un motard de 57 ans perd la vie à Eupen », L'Avenir,‎ 18 avril 2020 (lire en ligne)